# S&W Modèle 30
Vendu de 1960 à 1973, le revolver Smith & Wesson Modèle 30 est un modèle de police et d'autodéfense de calibre 8mm. C'est la dernière version du Smith & Wesson .32 Hand Ejector.

## Données techniques
- Type : revolver à double action et barillet tombant (à gauche). Carcasse fermée. Visée fixe. Crosse arrondie avec plaquettes en bois.
- Utilisation : Self-défense.
- Munition : .32 S&W Long
- Canon : 5,08/7,63/10,16 cm
- Longueur (avec le canon le plus long) : 21 cm environ
- Masse de l'arme vide (avec le canon le plus long) : 510 g

## Sources
- L. Sérandour, Les Armes de poing modernes, Balland, 1970
- R. Caranta, Les Armes de défense, Balland, 1970
- R. Caranta, L'Aristocratie du Pistolet, Crépin-Leblond, 1997